# Sandokai
O Sandokai ou "Canção Harmoniosa da Diferença e Igualdade" é um poema escrito pelo oitavo ancestral chinês do Zen Shitou Xiqian (Sekito Kisen, 700–790) e um texto fundamental da escola Soto de Zen Budismo, cantado diariamente nos templos ao redor do mundo. 

## O texto
O poema fala sobre a interação entre a escuridão e a luz. A verdade última depende de ambos, e não se pode entender completamente a natureza da realidade sem se reconhecer ambos aspectos. Por outro lado, o poema diz, "A fonte espiritual brilha claramente na luz;
os riachos que se subdividem continuam a fluir no escuro" e "A fala comum e refinada juntam-se no escuro, frases claras e obscuras distinguem-se na luz". Portanto a luz possui uma qualidade específica (distinguibilidade) neste poema, o que provavelmente significa que o conhecimento da realidade ou do ser é obtido por causa do elemento luz.
Próximo do fim de sua vida Shunryu Suzuki Roshi deu uma série de palestras sobre o Sandokai.